# مکرم جرو
مکرم جرو (انگلیسی: Makrem Jerou؛ زادهٔ ۱۴ مهٔ ۱۹۷۶) بازیکن هندبال اهل تونس بود.